# Dréan
Drean là một đô thị thuộc tỉnh El Tarf, Algérie. Dân số thời điểm năm 2002 là 32.066 người.